# ジャクリーヌ・デュラン
ジャクリーヌ・デュラン（Jacqueline Durran）は、イギリス出身の衣裳デザイナーである。
マイク・リーやジョー・ライトといったイギリスの監督の作品で衣裳を担当しているが、『アイズ・ワイド・シャット』、『007 ワールド・イズ・ノット・イナフ』、『トゥームレイダー』、『スター・ウォーズ エピソード2/クローンの攻撃』といった作品にもスタッフとして参加している。

## 主な作品
- 人生は、時々晴れ All or Nothing (2002)
- 猟人日記 Young Adam (2003)
- 愛をつづる詩 Yes (2004)
- ヴェラ・ドレイク Vera Drake (2004)
- プライドと偏見 Pride & Prejudice (2005)
- つぐない Atonement (2007)
- 路上のソリスト The Soloist (2008)
- ハッピー・ゴー・ラッキー Happy-Go-Lucky (2008)
- ナニー・マクフィーと空飛ぶ子ブタ Nanny McPhee and the Big Bang (2010)
- 家族の庭 Another Year (2010)
- 裏切りのサーカス Tinker Tailor Soldier Spy (2011)
- アンナ・カレーニナ Anna Karenina (2012)
- 美女と野獣 Beauty and the Beast (2017)
- ウィンストン・チャーチル／ヒトラーから世界を救った男 Darkest Hour (2017)
- マグダラのマリア Mary Magdalene (2018)
- ピータールー マンチェスターの悲劇 Peterloo (2018)
- ストーリー・オブ・マイライフ／わたしの若草物語 Little Women (2019)
- シラノ Cyrano (2021)
- スペンサー ダイアナの決意 Spencer (2021)
- THE BATMAN－ザ・バットマン－ The Batman (2022)
- バービー Barbie (2023)
- ブリッツ ロンドン大空襲 Blitz (2024)